# ARM Cortex-A53

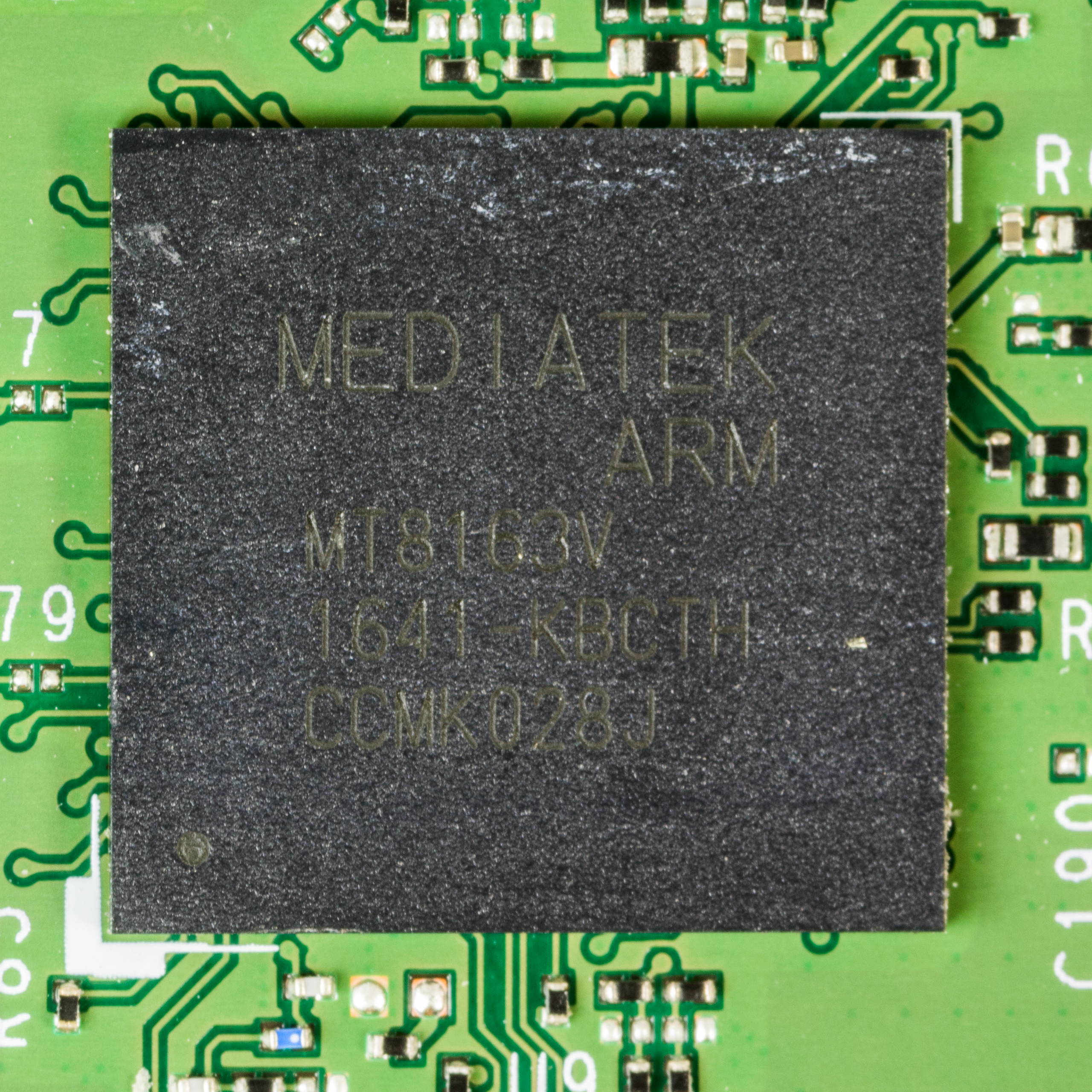
Procesador que usa las microarquitecturas: «ARM Cortex-A53».

El ARM Cortex-A53 es una de las dos primeras microarquitecturas que implementan el ARMv8-A 64-bit conjunto de instrucciones diseñado por el centro de diseño de ARM Holdings' Cambridge. El Cortex-A53 es un decodificador de 2 anchos procesador superescalar, capaz de emitir algunas instrucciones de forma dual y es comercializado por ARM ya sea como una alternativa autónoma, más rendimiento por vatio de eficiencia energética a la microarquitectura más poderosa Cortex-A57, o para ser usado junto a una microarquitectura más poderosa en una configuración big.LITTLE. Está disponible como un núcleo IP para los licenciatarios, al igual que otros diseños de propiedad intelectual de ARM y de procesadores.

## Vista general
- Procesador de 8 etapas con tubería de 2 vías superescalar, tubería de ejecución en orden
- Las extensiones DSP y NEON SIMD son obligatorias por núcleo
- VFPv4 Unidad de punto flotante a bordo (por núcleo)
- Soporte de Virtualización de hardware
- Extensiones de seguridad.
- 64 bytes línea de caché
- 10-entrada L1 TLB, y 512-entrada L2 TLB
- 4 KiB condicional predictor de rama, predictor indirecto de rama de 256 entradas.

## Utilización
El procesador ARM Cortex-A53 ha sido usado en el LeMaker HiKey desde 2015 y Raspberry Pi 3 desde febrero de 2016.
La Cortex-A53 también se utiliza en varios Qualcomm Snapdragon SoCs. algunas derivaciones semi customizadas de Cortex-A53 han sido usadas en CPUS Kryo 250 y Kryo 260.
El procesador se utiliza en el ODROID-C2 y en Roku reproductores de medios de transmisión (en los modelos de gama alta a partir de 2016 y en todos los modelos lanzados entre 2017-2018). Otra aplicación notable del Cortex-A53 es el Pine A64/A64+ ...computadoras de una sola placa.
Estos núcleos se utilizan en un SoC de 24 núcleos, el Socionext SynQuacer SC2A11.
El procesador se utiliza en las tabletas Fire de Amazon, incluyendo el Fire HD 8 y el Fire HD 10 (este último también incluye los núcleos Cortex-A72).